# فيليب ووكر
فيليب ووكر (بالإنجليزية: Phillip Walker)‏ هو عازف قيثارة ومغني أمريكي، ولد في 11 فبراير 1937 في ولش في الولايات المتحدة، وتوفي في 22 يوليو 2010 في بالم سبرينغس في الولايات المتحدة.

## وصلات خارجية
- الموقع الرسمي
- فيليب ووكر على موقع ميوزك برينز (الإنجليزية)
- فيليب ووكر على موقع ديسكوغز (الإنجليزية)